# Tarpey Village (California)
Tarpey Village es un lugar designado por el censo ubicado en el condado de Fresno en el estado estadounidense de California. En el año 2010 tenía una población de 3888 habitantes.

## Geografía
Tarpey Village se encuentra ubicado en las coordenadas 36°47′38.28″N 119°42′3.78″O / 36.7939667, -119.7010500.